# بیلی گوغان
بیلی گوغان (انگلیسی: Billy Gaughan؛ ۲۰ ژانویه ۱۸۹۲ – ۱۹۵۶ (۶۳−۶۴ سال)) بازیکن فوتبال بود.
از باشگاه‌هایی که در آن بازی کرده‌است می‌توان به باشگاه فوتبال نیوپورت کانتی اشاره کرد.